# Крекінг-установка Аліага
Крекінг-установка Аліага — виробництво нафтохімічної промисловості в Туреччині, розташоване на егейському узбережжі країни за чотири десятки кілометрів на північ від Ізміру, на західній околиці міста Аліага. Станом на другу половину 2010-х років єдина установка парового крекінгу (піролізу) в країні.
Спорудження піролізної установки в межах комплексу компанії Petkim почалось у 1978-му та завершилось введенням в експлуатацію в 1985-му. На той час вона мала річну потужність на рівні 300 тисяч тонн етилену та 138 тисяч тонн пропілену (для останнього приблизно порівну категорій polymere-grade та chemical-grade, які відрізняються придатністю до полімеризації). У 1995 та 2005 роках виробництво пройшло через модернізації, котрі підвищили потужність по етилену до 400 та 520 тисяч тонн відповідно, а в 2014-му цей показник довели до 588 тисяч тонн на рік. Потужність по пропілену також підвищилась до 240 тисяч тонн.
Отримані на установці олефіни передусім спрямовують на лінії полімеризації. Після модернізації 2005 року потужність по поліетилену зросла з 190 до 310 тисяч тонн, по поліпропілену — з 80 до 144 тисяч тонн. Крім того, етилен використовується для виробництва мономеру вінілхлориду (можливо відзначити, що в складі комплексу також діють виробництво іншого компоненту вінілхлориду — хлору — та лінія з випуску полівінілхлориду).
Серед іншої продукції піролізної установки є піролізний бензин (PyGas, pyrolysis gasoline — високооктанова суміш, що зазвичай використовується як присадка до пального), фракція С4 (бутадієн та бутени) і водень.
Як сировину установка використовує газовий бензин (naphta), який отримують із розташованого поряд нафтопереробного заводу Tüpraş İzmir та власної установки по випуску ароматичних вуглеводнів, котра входить до складу нафтохімічного комплексу Petkim. Не виключається й імпорт цієї сировини. Крім того, під час розширення у першій половині 2010-х років установка отримала здатність піддавати піролізу зріджений нафтовий газ, що повинно було поліпшити рентабельність діяльності в періоди високих цін на нафту.
У 2008 році комплекс пройшов процедуру приватизації, внаслідок якої новим власником став консорціум інвесторів під головуванням саудівської Injaz. Станом на другу половину 2010-х основним власником стала азербайджанська компанія SOCAR. Можливо відзначити, що з 2011-го вона зводить на сусідньому майданчику ще один НПЗ Star (плановий термін введення в експлуатацію — 2018 рік).